# Middlesbrough Ironopolis Football Club
Il Middlesbrough Ironopolis Football Club, meglio noto come Middlesbrough Ironopolis, era una società calcistica inglese con sede nella città di Middlesbrough.
Nonostante sia vissuto solo cinque anni, il club ha vinto tre volte la Northern Football League, due coppe, e ha raggiunto i quarti di finale di FA Cup.
Disputava le partite casalinghe al Paradise Ground.

## Storia
Il club è stato fondato nel 1889 da alcuni membri del Middlesbrough – club amatoriale all'epoca – che volevano che Middlesbrough avesse un club professionistico.
La squadra ha giocato la sua prima partita non competitiva contro il Gainsborough Trinity il 14 dicembre 1889 in casa. La partita è terminata con un pareggio di 1-1.

### Campionato e coppa
Il Middlesbrough Ironopolis ha giocato nella Northern Football League dal 1890 al 1893, vincendola tre volte di fila. Nella prima stagione, ha raggiunto il quarto turno di qualificazione della FA Cup, perdendo contro il Darlington.
Durante la stagione 1892-1893, la squadra ha raggiunto i quarti di finale di FA Cup, perdendo contro il Preston North End al replay, dopo aver pareggiato la prima partita.
A seguito di un fallito tentativo di entrare nella Football League in combinazione con il Middlesbrough sotto il nome di Middlesbrough and Ironopolis, il Middlesbrough Ironopolis venne accettato nella Second Division per la stagione 1893-1894, sostituendo l'Accrington, che aveva deciso di non partecipare. Partecipando al campionato con squadre come Liverpool, Newcastle United, e Woolwich Arsenal (oggi noto semplicemente come Arsenal). Il Middlesbrough Ironopolis terminò all'11º posto su 15 club, registrando vittorie impressionanti contro il Small Heath (oggi Birmingham City), 3-0, e sull'Ardwick (oggi Manchester City) 2-0. Giocando in totale 28 partite, 8 vittorie, 4 pareggi, 16 sconfitte, 37 gol fatti, 72 gol subiti, per un totale di 20 punti. La squadra in quella stagione era composta da: G. Watts; J. Ellliott, Philip Bach; Thomas Seymour, Robert Chatt, R. Nicholson; J. Hill, Archibald M Hughes, Thomas McCairns, P. Coupar, Wallace McReddie.
Il club perse il suo stadio, il Paradise Ground, che era adiacente all'Ayresome Park del Middlesbrough, alla fine della stagione. La posizione finanziaria era povera, dato che il club non poteva pagare i giocatori e non poteva pagare le spese di viaggio per andare in altre città lontane dell'Inghilterra. Nel febbraio 1894 tutti i giocatori professionisti vennero avvisati che la squadra andava in liquidazione. Il 30 aprile 1894, il club ha giocato la sua ultima partita contro il South Bank, pareggiando 1-1. Il Middlesbrough Ironopolis venne dimesso dalla Football League e il mese successivo venne sciolto. Il Middlesbrough Ironopolis e il Bootle sono le uniche due squadre ad aver disputato solo una stagione in Football League.

## Palmarès

### Competizioni statali
- Northern Football League: 3

1890-1891, 1891-1892, 1892-1893
- Cleveland Charity Cup: 2

1889-1890, 1892-1893